# 세라 그린
세라 그린(Sarah Greene, 1986년 ~ )은 아일랜드의 배우, 가수이다.

## 출연 작품
- 블랙 47 - 엘리 역